# 伊那荒倉岳
伊那荒倉岳（いなあらくらだけ）は、長野県伊那市と山梨県南アルプス市とにまたがる南アルプス国立公園内の赤石山脈の北部にある標高2,519 mの山である。
仙丈ヶ岳から塩見岳に続く仙塩尾根上にある。稜線のすぐ南の鞍部付近に高望池がある。

## 外部リンク

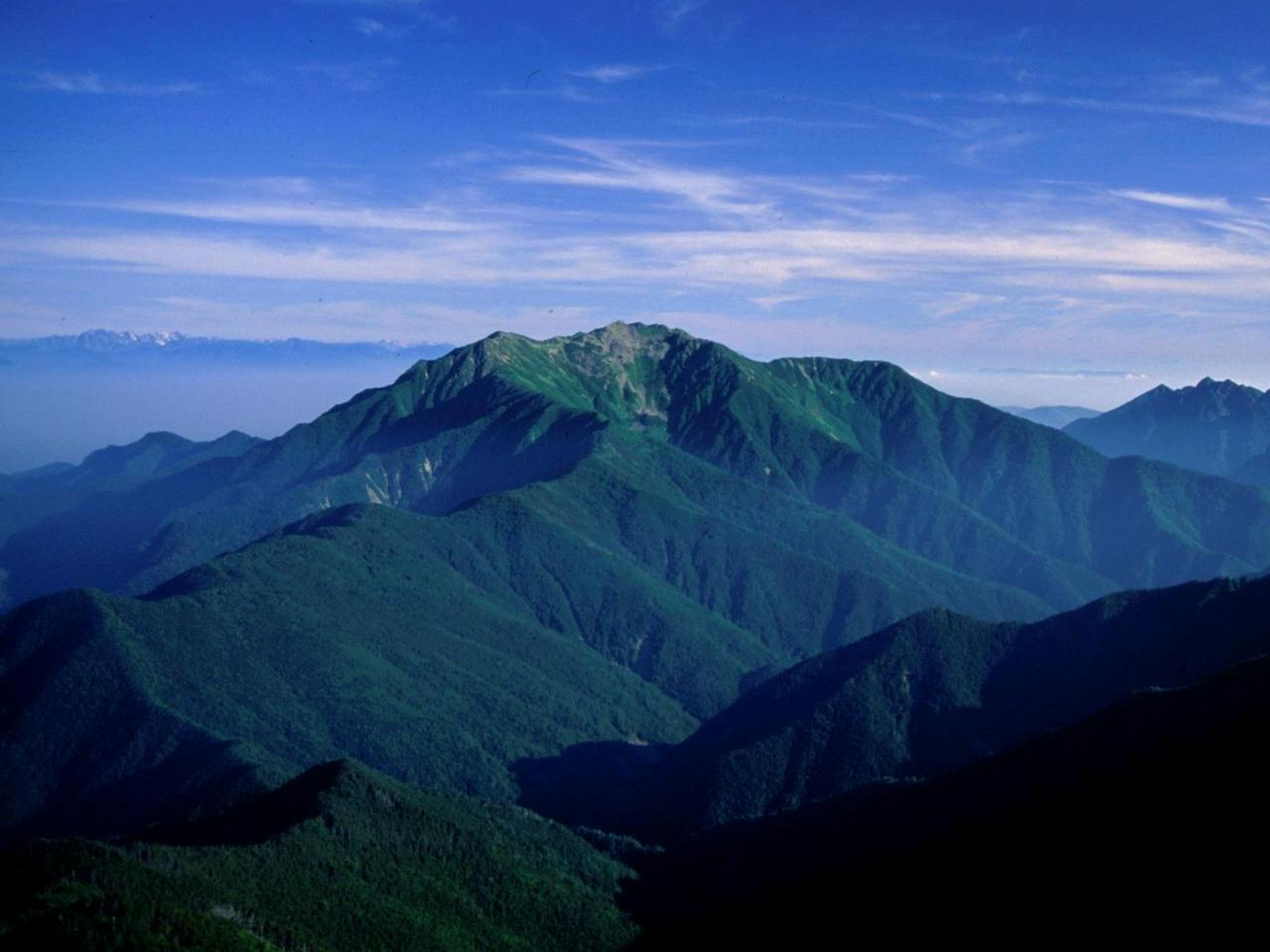
三峰岳から望む仙丈ヶ岳へと続く仙塩尾根上のある伊那荒倉岳